# Wyry
Wyry (deutsch Wyrow) ist ein Dorf im Powiat Mikołowski in der Woiwodschaft Schlesien in Polen. Das oberschlesische Dorf ist Sitz der Gmina Wyry mit etwa 8000 Einwohnern.

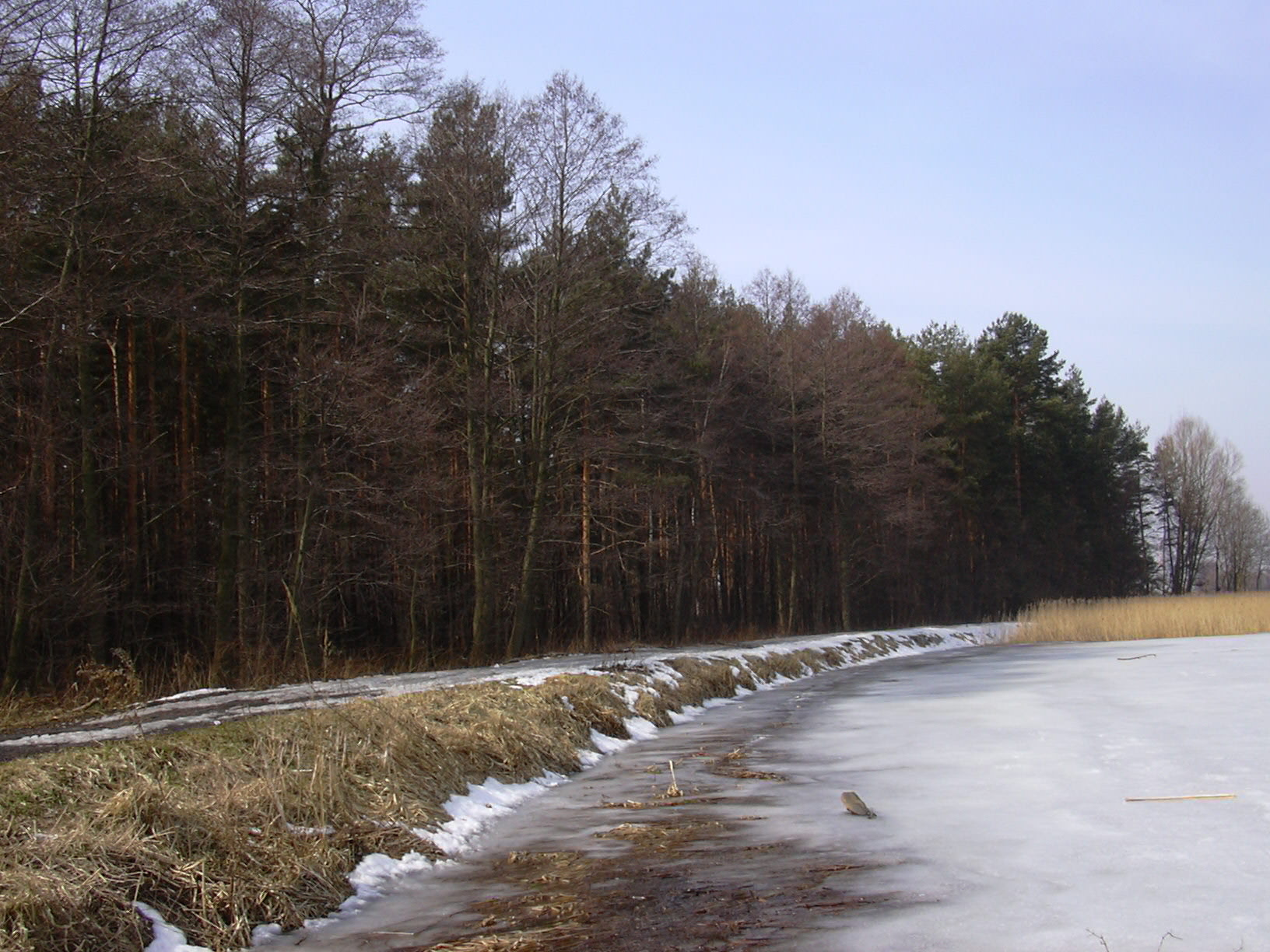
Teich Wici in Wyry
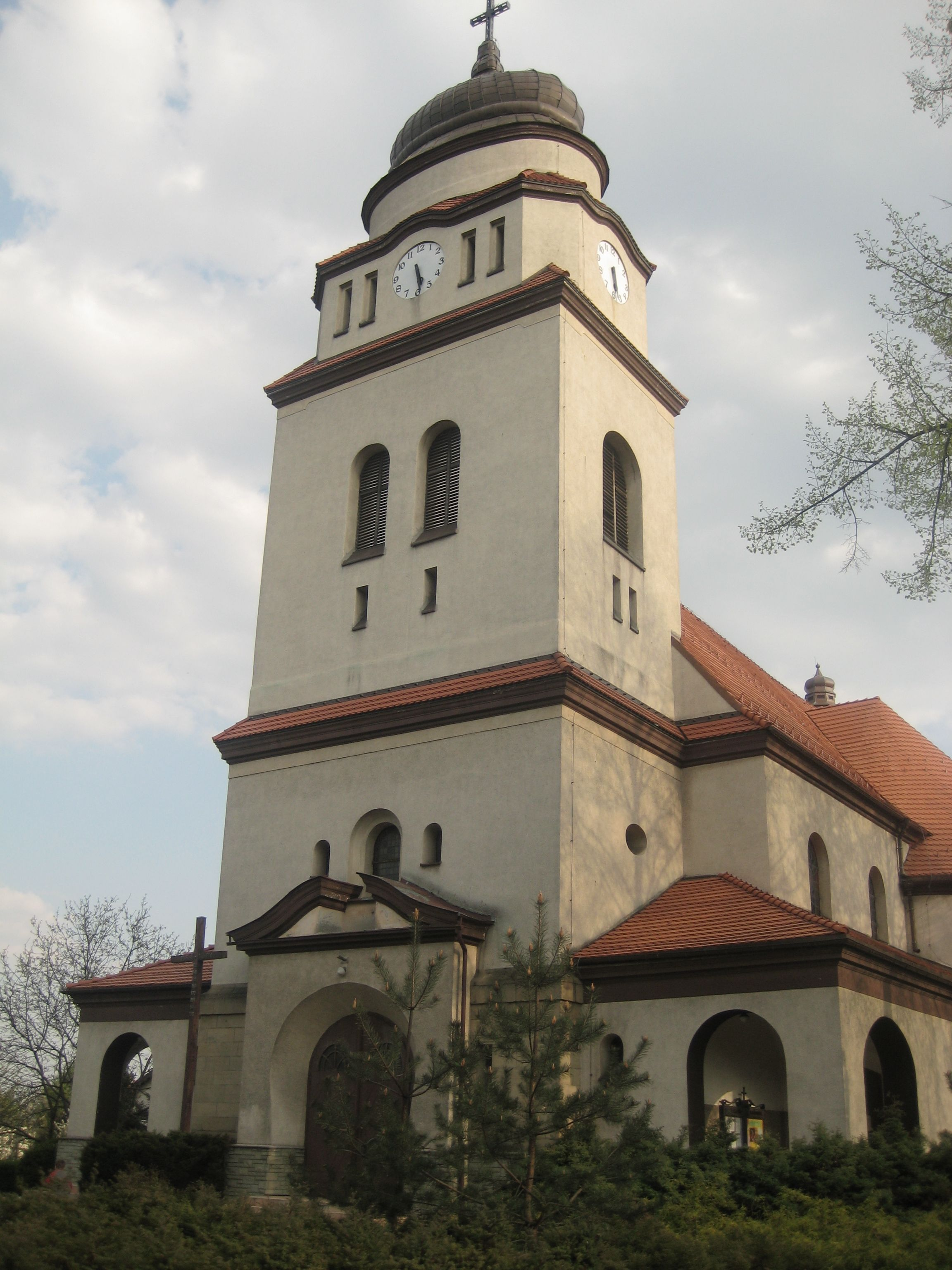
Katholische Kirche in Wyry